# Mainstream?
Mainstream? — шестой альбом российской группы Stigmata, вышедший 1 ноября 2017 года.

## Об альбоме
Альбом стал первым для группы за пять лет. В его состав вошло десять песен, семь из которых не выпускались ранее. Помимо участников группы, в записи приняли участие приглашённые музыканты — Андрей Григорьев («Нильс») из питерской альтернативной рок-группы SCANG и рэпер Гарри Топор.
Презентация альбома состоялась 3 декабря 2017 года в клубе A2, Санкт-Петербург. На протяжении двух дней альбом занимал третье место в рейтинге лучших альбомов iTunes.
По мнению музыкального критика Всеволода Баронина, альбом ветеранов металкора выделялся своим мелодизмом, а стиль группы можно было назвать «современным хардкором». На фоне мелодичных композиций в сопровождении тяжёлых риффов выделялись две: «Восток», сочетающая хардкор и ритмику хип-хопа, а также альт-роковая баллада «Килогерцы». Баронин провёл параллели между новым альбомом группы и молодёжным движением «Учитесь плавать», получившим широкое распространение в России в конце 1990-х годов.

## Список композиций
| №                   | Название                     | Длительность |
| ------------------- | ---------------------------- | ------------ |
| 1.                  | «Кобра»                      | 3:47         |
| 2.                  | «Цунами»                     | 4:11         |
| 3.                  | «Восток» (feat. Гарри Топор) | 2:51         |
| 4.                  | «Килогерцы»                  | 4:12         |
| 5.                  | «Правда»                     | 3:53         |
| 6.                  | «Парапланы»                  | 3:35         |
| 7.                  | «Радио смерть»               | 4:57         |
| 8.                  | «Против правил»              | 4:35         |
| 9.                  | «Якоря» (feat. Нильс)        | 3:38         |
| 10.                 | «На повтор»                  | 3:13         |
| Общая длительность: | Общая длительность:          | 39:13        |

## Участники записи
Stigmata:
- Тарас «Taras» Уманский — ритм-гитара, бэк-вокал, программирование,
- Денис «DиNя» Киченко — бас-гитара,
- Артём «Nel’son» Лоцких — вокал,
- Владимир «Vovan» Зиновьев — ударные,
- Дмитрий «Mitjay» Кожуро — соло-гитара, программирование.

Приглашённые музыканты:
- Гарри Топор — речитатив (3 трек),
- Андрей «Нильс» Григорьев — вокал (9 трек)[5]